# Amphinemura thienemanni
Amphinemura thienemanni is een steenvlieg uit de familie beeksteenvliegen (Nemouridae). De wetenschappelijke naam van de soort is voor het eerst geldig gepubliceerd in 1952 door Geijskes.